# Антонін Бартонєк
Антонін Бартонєк (чеськ. Antonín Bartoněk (29 жовтня, 1926, Брно — 30 травня 2016, там само) — чеський класичний філолог, доктор наук, професор. Займався історичної граматикою латинської та давньогрецької мов, мікенологією (особливо Лінійним письмом Б) і давньогрецькими діалектами.

## Біографія
Вивчав латинську і класичну грецьку мови на філософському факультеті Масарикова університету в Брно, де з 1952 року викладав. З 1990 року викладав і в університеті Палацького в Оломоуці. Як запрошений професор читав лекції в Відні, Гейдельберзі, Граці, Амстердамі і Кембриджі. Стажувався в декількох інших європейських університетах (Афіни, Венеція, Неаполь, Регенсбург і т. д.). Був членом міжнародного товариства мікенології з центром в Парижі і був членом чеської комісії ЮНЕСКО.
Російською мовою видано монографію А. Бартонєка «Мікени, золотом багаті».

## Вибрана бібліографія
- Handbuch des mykenischen Griechisch. Heidelberg: 2003.
- Písmo a jazyky mykénské řečtiny (1400—1200 př. Kr.). Brno: Masarykova univerzita, 2007.
- The Classics in East Europe. In Essay of the Survival of a Humanistic Tradition . Worcester (USA): American Philological Association, 1996.
- Die ägäischen voralphabetischen Schriften. In Europa et Asia Polyglotta — Sprachen und Kulturen. Heidelberg: Festschrift Robert Schmidt-Brandt, 1998.
- Řecké ostrovy. Praha: Olympia, 1998. (společně s manželkou Dagmar Bartoňkovou)
- Latina pro posluchače filologických oborů. Brno: 2003.
- Zlaté Mykény. Praha, 1983.
  - Бартонек А. Златообильные Микены = Zlaté Mykény. — М.: Наука, ГРВЛ, 1991. — 352 с. — (По следам исчезнувших культур Востока). — ISBN 5-02-016573-5.
- Zlatá Egeis. Praha: Mladá Fronta, 1969